# Panometer Leipzig
A Panometer Leipzig („Lipcsei Panométer”) kiállítási épület Németországban, Lipcse városában. 2003 óta Yadegar Asisi állítja ki itt hatalmas panorámaképeit. Maga az épület egy korábbi gáztartály; a panométer szót Asisi alkotta a panoráma és gazométer (gáztartály) szavakból.

## Az épület
1883-1884-ben a lipcsei Roßplatzon – ahogy sok más német városban – már állt egy kör alakú épület, melyben panorámaképeket állítottak ki, többek közt az 1870-1871-es porosz-francia háborúról. A Lipcsei Panoráma kiállításait 1927-ben bezárták, maga az épület 1943-ban, a második világháború idején elpusztult. A 2000-es évek elején Yadegar Asisi német-iráni építész és művész vetette fel annak lehetőségét, hogy a modern számítógépes és nyomtatási technológiák segítségével el lehetne készíteni egy hatalmas panorámaképet, és a nem használt gazométert ideálisnak találta erre a célra.
A Lipcsei Gázművek (1949 után Max Reimann Gázművek) II-es számú gazométere 1910-ben épült fel August Friedrich Viehweger tervei alapján, és 1977-ig használták gáztartálynak. Ez volt a legnagyobb a három gazométer közül, amelyek Lipcse Connewitz városrészében, a Richard Lehmann úton álltak, egyben ez maradt fenn a legjobb állapotban, ezért erre esett a választás a kiállítási épület kialakításához; az I-es gazométernek már nem volt teteje, a harmadikat pedig már felrobbantották. A kör alakú téglaépület átmérője majdnem 57 méter, a téglafalak magassága 30 méter, a kupoláé a laternával 49,4 méter.
2002-ben megkezdték az épület, különösen a kupola renoválását. A részben törött ablakokat befalazták. A felújítás 2005-ig tartott; befejezéseként üvegfolyosóval kötötték össze az épületet a szomszédos I-es gazométerrel, melyben a Panometer büféje üzemel. A két épület és a környező épületek műemléki védettség alatt állnak.

## A panorámaképek
Az eddigi panorámaképek körülbelül 105 méteres kerületűek, magasságuk 30-35 méter, ezzel a világ legnagyobb panorámaképeinek számítanak. A hasonló drezdai panométerben 2006-ban kiállított Drezda, 1756 pár méterrel alacsonyabb. A fényképekből, rajzokból és festményekből digitálisan összeállított, hatalmas képeket textilcsíkokra nyomtatva állították össze és függesztették fel kör alakban. A terem közepén több emeletes emelvény áll, a kép ennek egyes szintjeiről is megtekinthető. A kép egyes elemeinek perspektivikus torzításának köszönhetően a panoráma térbeli hatást kelt. A képet fény- és hangeffektusok egészítik ki, nappal és éjszaka váltakoznak. A kísérőzene Eric Babak belga zeneszerző alkotása. A teremben az emelvény mellett egy kis méretű nepáli sztúpa áll.
A kép 105 méteres kerületével egy 33 méter átmérőjű kört alkot, így a kép és a gazométer fala közt körben egy körülbelül tíz méter szélességű hely szabadon marad, itt helyezik el a panorámához kapcsolódó kísérőkiállításokat, emellett egy filmvetítés is látható a kép elkészüléséről.

## Az eddigi kiállítások
Itt található a Panometer eddig kiállított panorámáinak listája. A panorámák részletesebb leírása Yadegar Asisi cikkében szerepel.
- 2003–2005: 8848Everest360°
- 2005–2009: Róma 312
- 2009–2012: Amazónia
- 2012: 8848Everest360°
- 2012–2013: Amazónia
- 2013: 8848Everest360°
- 2013–2015: Lipcse, 1813
- 2015–2017: A Nagy-korallzátony
- 2017–2018: Titanic
- 2018–?: Paradicsom a Földön – Carola kertje

Az utóbbi években egy újabb rögzítési technika lehetővé tette a korábbi panorámák rövid távú ismétlődését.

## Galéria

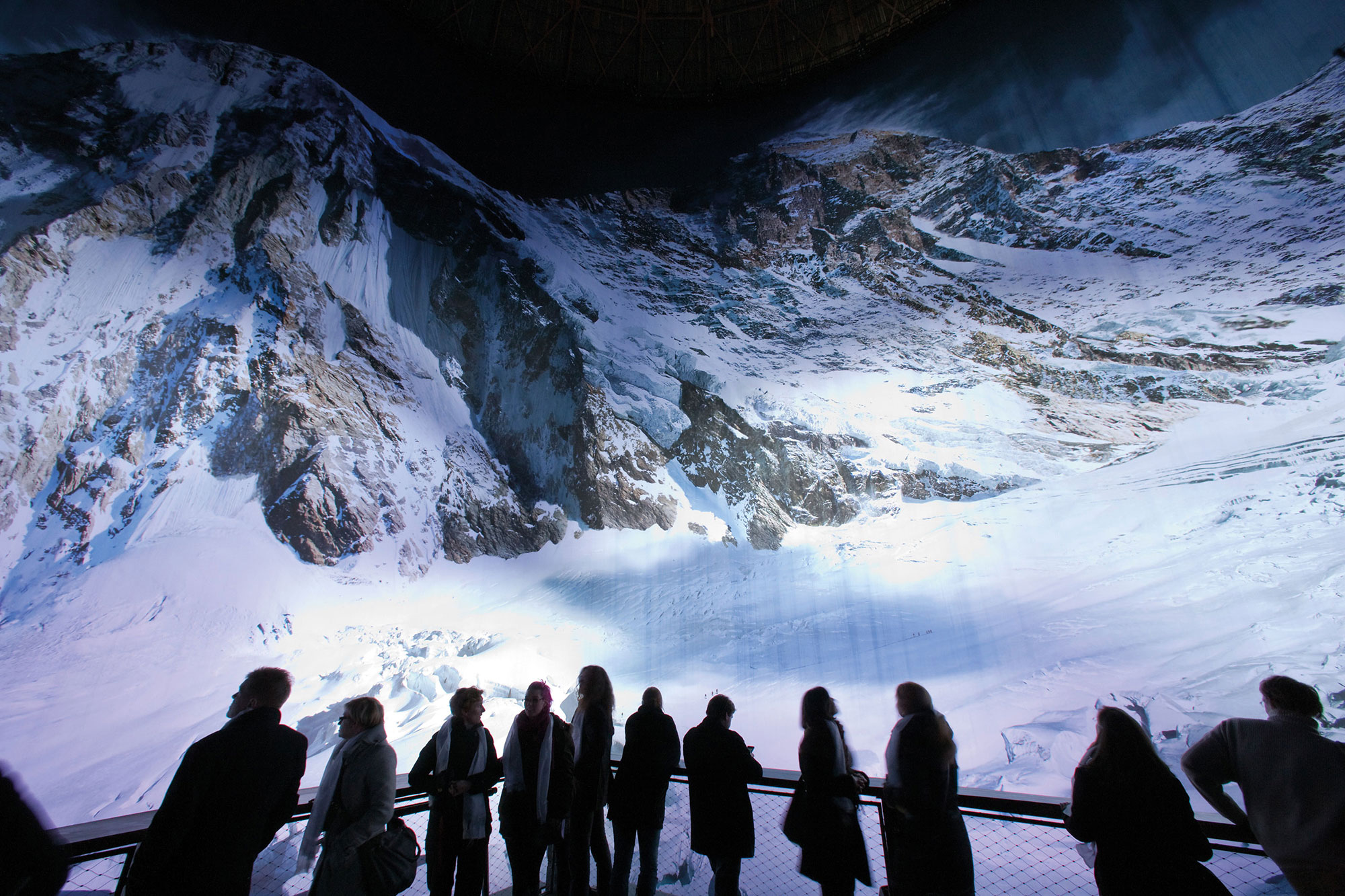
Az Everest
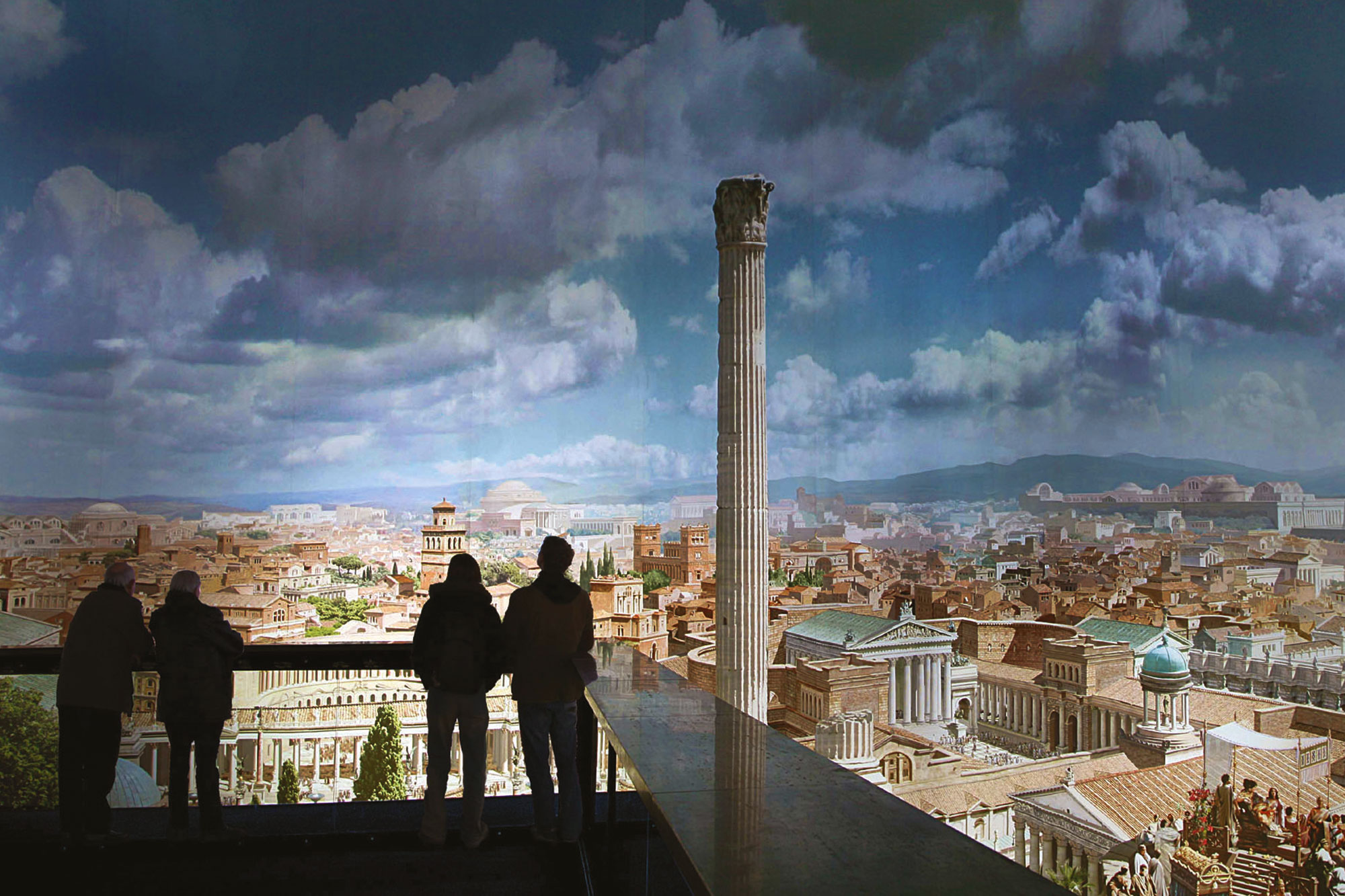
A Róma 312
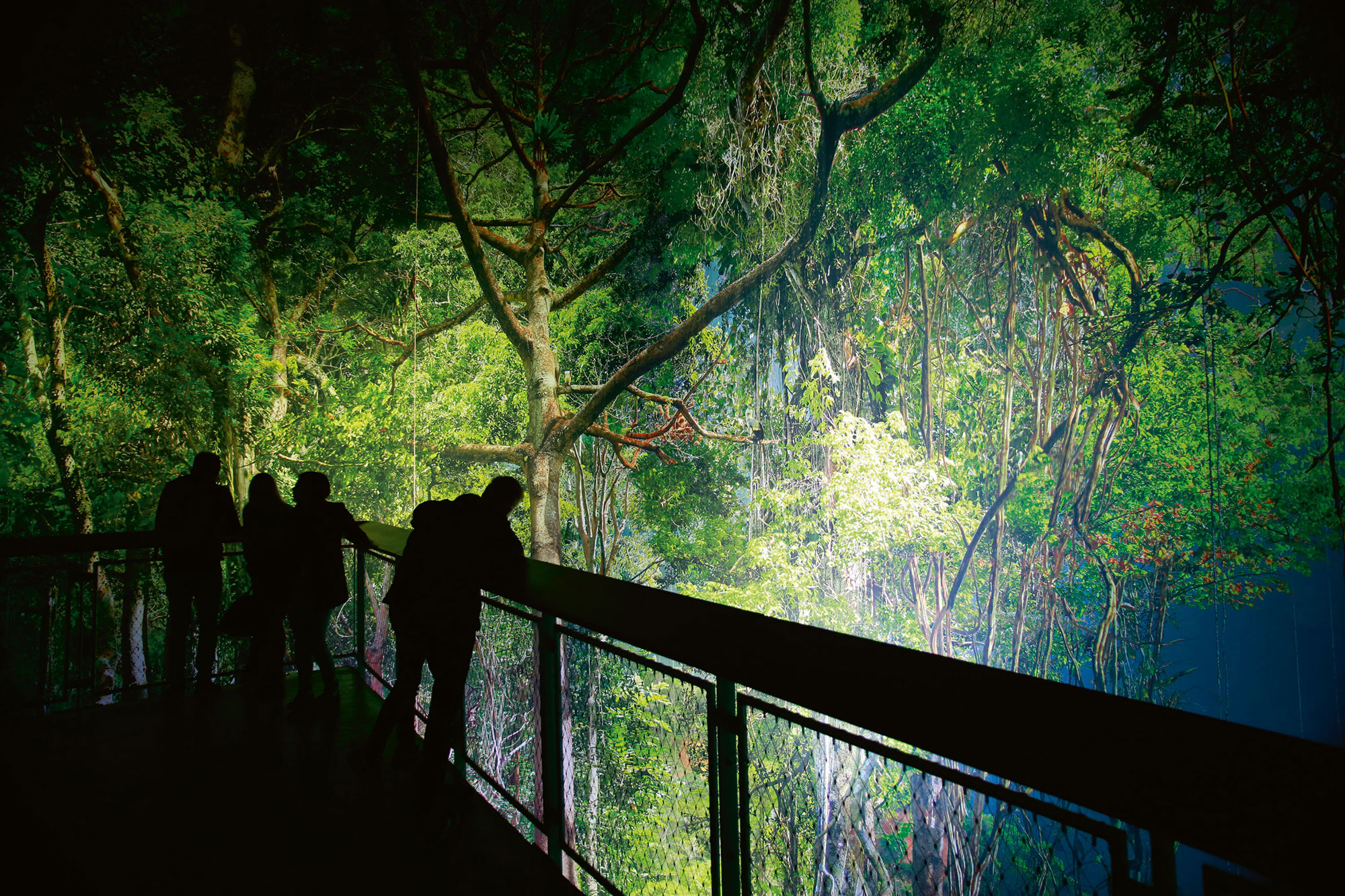
Az Amazónia
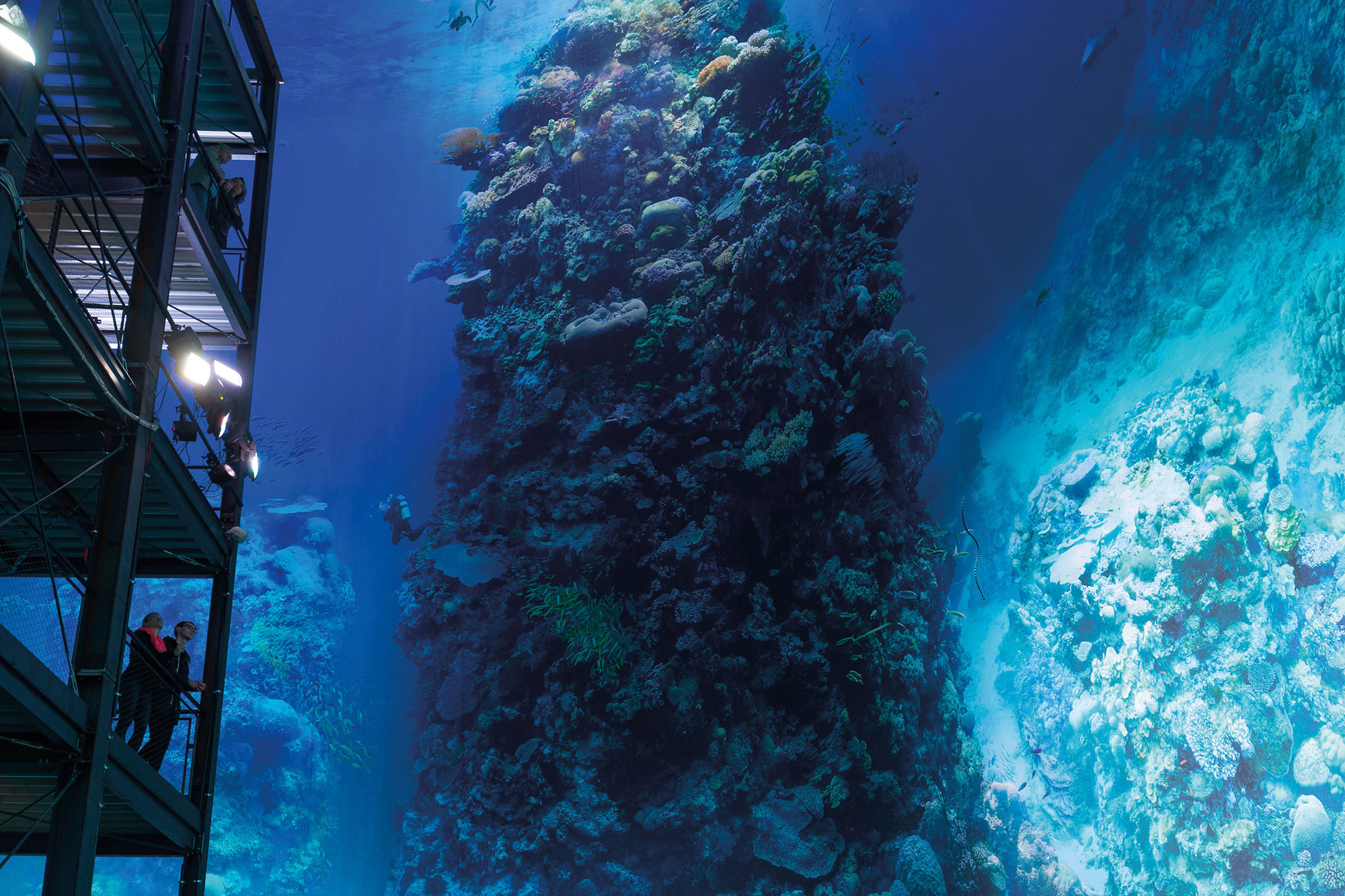
A Nagy-korallzátony
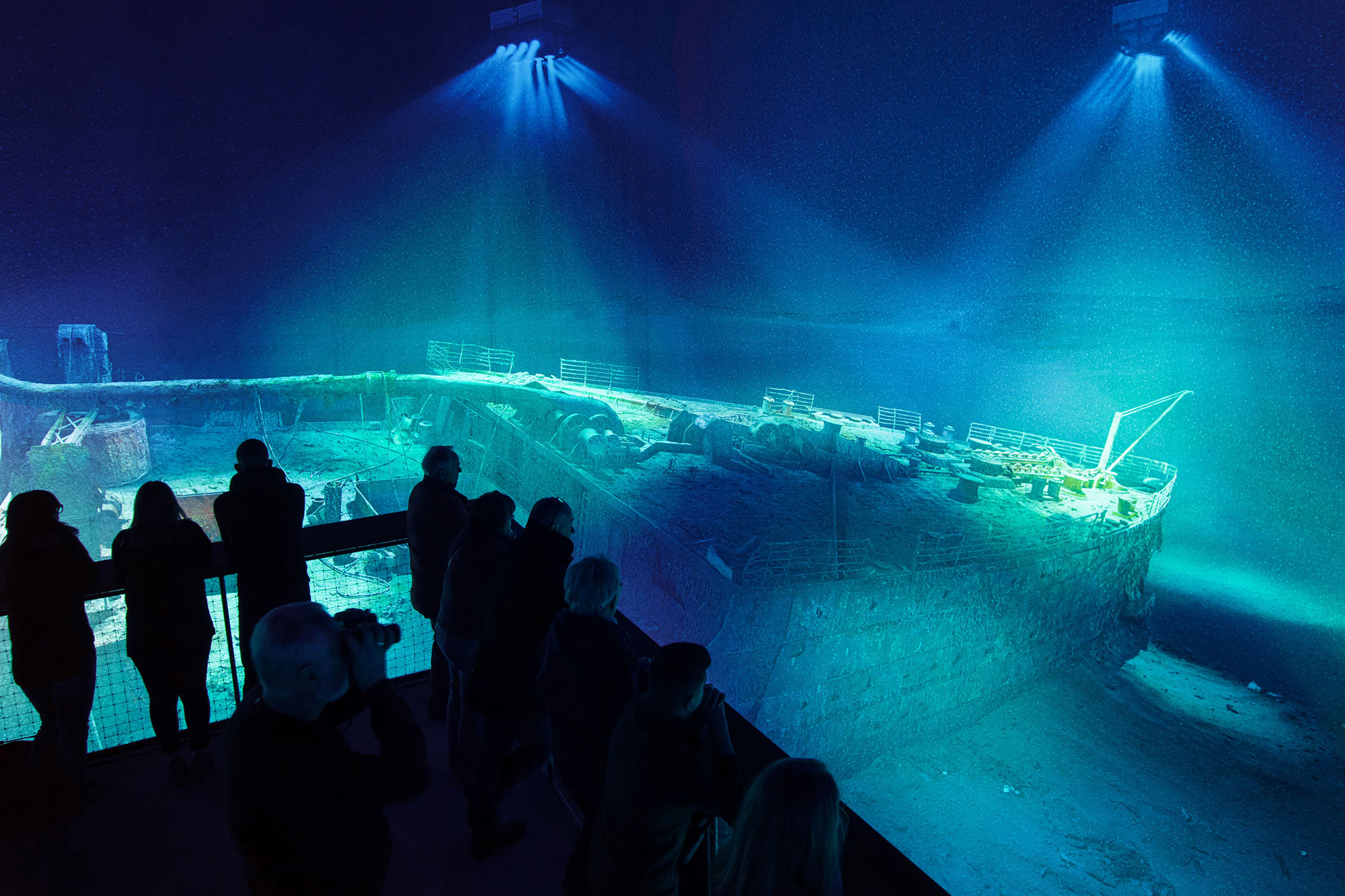
A Titanic

## Panométer-aréna

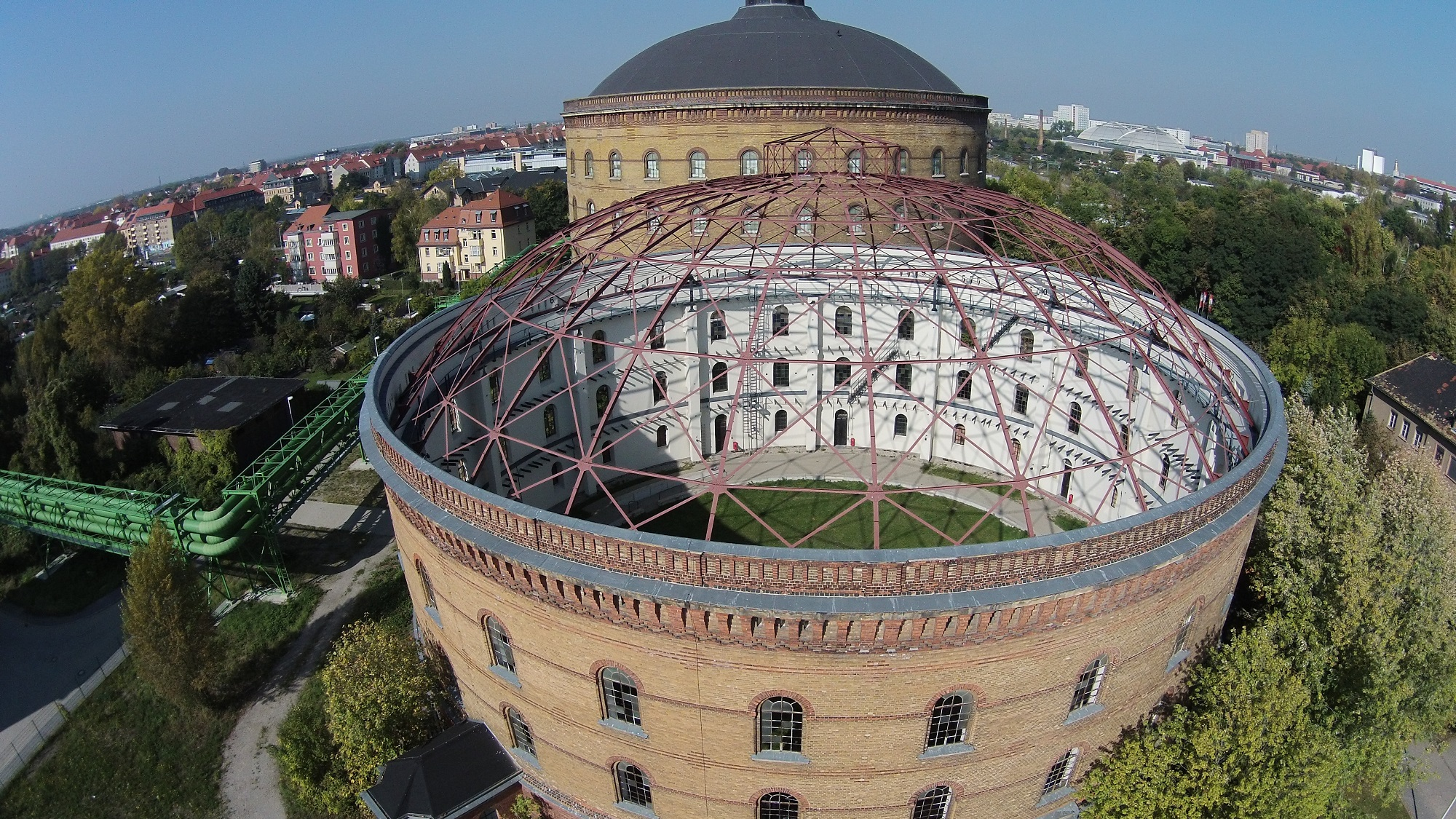
Arena am Panometer

A II-es gazométer mellett álló kisebb I-es gazométer 1885-ben épült, Hugo Licht városi építész tervei alapján. 2009–2012 közt Yadegar Asisi kezdeményezésére ezt is felújították. Az épület átmérője 44,8 méter, falmagassága 14,4 méter. A felújítás meghagyta a nyitott tetőt. Asisi innen készített fényképeket a népek csatáját ábrázoló panorámaképének embereket ábrázoló jeleneteihez.
Az épület közepén gyep van, egyébként teljesen üres, és nyitva áll a látogatók előtt. 2013 óta évente két héten át szabadtéri koncertek rendezésére használják, 500 látogató vehet részt az esténként itt rendezett rock-, popkoncerteken vagy klasszikus zenei hangversenyeken, valamint színházi előadásokon.

## Fordítás
- Ez a szócikk részben vagy egészben  a   Panometer Leipzig című német Wikipédia-szócikk ezen változatának fordításán alapul.  Az eredeti cikk szerkesztőit annak laptörténete sorolja fel. Ez a jelzés csupán a megfogalmazás eredetét és a szerzői jogokat jelzi, nem szolgál a cikkben szereplő információk forrásmegjelöléseként.

## Külső hivatkozások
- Hivatalos oldal
- www.asisi.de